# Contarinia sesami
Contarinia sesami är en tvåvingeart som beskrevs av Grover och Bakhshi 1978. Contarinia sesami ingår i släktet Contarinia och familjen gallmyggor. Inga underarter finns listade i Catalogue of Life.